# Santuario Arquidiocesano de Nuestra Señora de Caysasay
El Santuario Arquidiocesano de Nuestra Señora de Caysasay se localiza en Taal en la provincia de Batangas, en Filipinas. Gira en torno a la imagen que representa a la Inmaculada Concepción que se cree es una de las más antiguas del país. Según la tradición fue encontrada en 1603 por un hombre llamado Juan Maningcad mientras lanzaba sus redes en el río Pansipit. Las apariciones marianas en el siglo XVII fueron documentados por los líderes de la iglesia, que creen que fueron las primeras en el país. Los milagros y las curaciones atribuidas por los seguidores y devotos a través de la intercesión de la Virgen de la Caysasay desde entonces, continúan hasta nuestros días.
La imagen fue coronada canónicamente en 1954 y más tarde se le dio el título de la "Reina de la Archidiócesis de Lipa". El día de la fiesta de Nuestra Señora de Caysasay se celebra cada 8 y 9 de diciembre.